# Liste der Klassischen Philologen an der Universität Basel
In der Liste der Klassischen Philologen an der Universität Basel werden alle Klassischen Philologen aufgeführt, die an der Universität Basel als Hochschullehrer tätig waren oder sind. Das umfasst im Allgemeinen ordentliche, außerplanmäßige, Gast- und Honorarprofessoren sowie Privatdozenten. In begründeten Ausnahmefällen können auch andere Dozenten aufgenommen werden. Das Fach Klassische Philologie war ab 1819 durch zwei reguläre Ordinarien vertreten, die auf Gräzistik und Latinistik spezialisiert waren. Unter der Ägide des Gräzisten Wilhelm Vischer-Bilfinger, der sich in Berufungsfragen mit dem Bonner Professor Friedrich Ritschl beriet, wurde 1861 das Philologische Seminar gegründet. Vischer sorgte für eine sukzessive Besetzung der beiden Ordinariate, die bis heute fortbestehen. 1874 wurde ein drittes Ordinariat eingerichtet, das der Indogermanischen Sprachwissenschaft gewidmet war. Das Indogermanische Seminar ist bis heute mit dem Seminar für Klassische Philologie verbunden.

## Liste der Klassischen Philologen
Angegeben ist in der ersten Spalte der Name der Person und ihre Lebensdaten, in der zweiten Spalte wird der Eintritt in die Universität angegeben, in der dritten Spalte das Ausscheiden. Spalte vier nennt die höchste an der Universität Basel erreichte Position. An anderen Universitäten kann der entsprechende Dozent eine noch weitergehende wissenschaftliche Karriere gemacht haben. Die nächste Spalte nennt Besonderheiten, den Werdegang oder andere Angaben in Bezug auf die Universität oder das Seminar. In der letzten Spalte werden Bilder der Dozenten gezeigt, was derzeit aufgrund der Bildrechte jedoch schwer ist.
| Wissenschaftler                        | von  | bis  | Funktionen                                           | Bemerkungen | Bild |
| -------------------------------------- | ---- | ---- | ---------------------------------------------------- | --- | ---- |
| Emanuel Linder (1768–1843)             | 1819 | 1843 | Ordinarius                                           | Erster Professor für griechische Sprache und Literatur an der Universität, vorher Professor für Hebräische Sprache und Pfarrer                                                                                                   |      |
| Franz Dorotheus Gerlach (1793–1876)    | 1829 | 1875 | Ordinarius                                           | Erster Professor für lateinische Sprache und Literatur, las auch über Geschichte; langjähriger Bibliothekar und Rektor der Universität                                                                                           |      |
| Wilhelm Vischer-Bilfinger (1808–1874)  | 1832 | 1861 | Ordinarius                                           | Privatdozent, 1835 außerordentlicher, 1836 ordentlicher Professor für griechische Sprache und Literatur; nahm entscheidenden Einfluss auf die Basler Berufungspolitik; 1861 für seine politische Tätigkeit vom Lehramt entbunden |      |
| Johann Jakob Merian (1826–1892)        | 1852 | 1892 | Extraordinarius                                      | Privatdozent, 1874 Extraordinarius |      |
| Otto Ribbeck (1827–1898)               | 1861 | 1862 | Ordinarius                                           | Professor für Gräzistik, Ritschl-Schüler; gründete mit Vischer das Philologische Seminar; wechselte nach Kiel, Heidelberg, später Leipzig                                                                                        |      |
| Adolph Kießling (1837–1893)            | 1862 | 1869 | Ordinarius                                           | Nachfolger Ribbecks, Ritschl-Schüler; ging als Lehrer nach Hamburg |      |
| Friedrich Nietzsche (1844–1900)        | 1869 | 1879 | Ordinarius                                           | Nachfolger Kießlings, Ritschl-Schüler; jüngster Ordinarius seiner Zeit, unter den Philologen seiner Zeit umstritten; ließ sich nach zehn Jahren in den Ruhestand versetzen                                                       |      |
| Jacob Achilles Mähly (1828–1902)       | 1853 | 1890 | Ordinarius                                           | Privatdozent, 1864 Extraordinarius; 1874 als Nachfolger Gerlachs zum Professor für Latinistik ernannt; 1890 aus Krankheitsgründen zurückgetreten                                                                                 |      |
| Franz Misteli (1841–1903)              | 1874 | 1898 | Ordinarius                                           | außerordentlicher Professor; 1879 drittes Ordinariat für Vergleichende Sprachwissenschaft und Indogermanistik; 1898 aus Krankheitsgründen zurückgetreten                                                                         |      |
| Jacob Wackernagel (1853–1938)          | 1879 | 1936 | Ordinarius                                           | Nachfolger Nietzsches, lehrte auch Indogermanistik; wechselte 1902 nach Göttingen; 1915–1917 als Nachfolger Jaegers Vertretungsprofessor für Gräzistik, von 1915 bis 1936 Professor für Indogermanistik                          |      |
| Georg Ferdinand Dümmler (1859–1896)    | 1890 | 1896 | Ordinarius                                           | Nachfolger Mählys, Archäologe und Philologe; starb frühzeitig an Überarbeitung |      |
| Johannes Toepffer (1860–1895)          | 1894 | 1895 | Extraordinarius                                      | Professor für Klassische Philologie und Archäologie, Spezialist für attische Geschichte |      |
| Erich Bethe (1863–1940)                | 1896 | 1903 | Ordinarius                                           | Nachfolger Dümmlers; wechselte nach Gießen |      |
| Ferdinand Sommer (1875–1962)           | 1902 | 1909 | Ordinarius                                           | Nachfolger Mistelis |      |
| Alfred Körte (1866–1946)               | 1903 | 1906 | Ordinarius                                           | Nachfolger Bethes; wechselte nach Gießen |      |
| Hermann Schöne (1870–1941)             | 1906 | 1909 | Ordinarius                                           | Nachfolger Körtes; wechselte nach Greifswald, später Münster |      |
| Rudolf Herzog (1871–1953)              | 1909 | 1914 | Ordinarius                                           | Nachfolger Sommers, Epigraphiker; wechselte nach Gießen |      |
| Friedrich Münzer (1868–1942)           | 1896 | 1912 | Ordinarius                                           | Privatdozent, 1902 außerordentlicher, im selben Jahr ordentlicher Professor; 1909 als Nachfolger Schönes zum Ordinarius für Latinistik ernannt; wechselte nach Königsberg                                                        |      |
| Max Niedermann (1874–1954)             | 1899 | 1925 | Ordinarius                                           | 1909 außerordentlicher, 1911 ordentlicher Professor für Vergleichende Sprachwissenschaft; wechselte nach Neuenburg |      |
| Ernst Lommatzsch (1871–1949)           | 1912 | 1913 | Ordinarius                                           | Nachfolger Münzers; wechselte nach Greifswald |      |
| Walter F. Otto (1874–1958)             | 1913 | 1914 | Ordinarius                                           | Nachfolger von Lommatzsch; wechselte nach Frankfurt/Main |      |
| Werner Jaeger (1888–1961)              | 1914 | 1915 | Ordinarius                                           | Nachfolger Herzogs; wechselte nach Kiel; sein Lehrstuhl wurde bis 1917 von Jacob Wackernagel aus Göttingen vertreten |      |
| Peter von der Mühll (1885–1970)        | 1917 | 1952 | Ordinarius                                           | Nachfolger Jaegers; berühmter Ilias-Forscher |      |
| Johannes Stroux (1886–1954)            | 1914 | 1922 | Ordinarius                                           | Nachfolger Ottos; wechselte nach Kiel |      |
| Günther Jachmann (1887–1979)           | 1922 | 1925 | Ordinarius                                           | Nachfolger von Stroux; wechselte nach Köln |      |
| Kurt Latte (1891–1964)                 | 1925 | 1931 | Ordinarius                                           | Nachfolger Jachmanns; wechselte nach Göttingen |      |
| Eduard Fraenkel (1888–1970)            | 1931 | 1932 | Lehrstuhlvertreter                                   | Ordinarius der Albert-Ludwigs-Universität Freiburg, übernahm stellvertretend Vorlesungen, bis Harald Fuchs den Lehrstuhl übernahm.                                                                                               |      |
| Harald Fuchs (1900–1985)               | 1932 | 1970 | Ordinarius                                           | Nachfolger Lattes |      |
| Albert Debrunner (1884–1958)           | 1940 | 1949 | Ordinarius                                           | Professor für Vergleichende Sprachwissenschaft in Bern, 1940–49 auch in Basel; Wackernagel-Schüler |      |
| Alfred Bloch (1915–1983)               | 1942 | 1982 | Ordinarius                                           | Privatdozent für Vergleichende Sprachwissenschaft, 1949 ausserordentlicher Professor, 1951 Vorsteher des Indogermanischen Seminars, 1953 persönlicher Ordinarius; mit seinem Rücktritt 1982 Aufhebung des Lehrstuhls             |      |
| Karl Meuli (1891–1968)                 | 1926 | 1961 | Ordinarius                                           | Privatdozent, 1933 ausserordentlicher, 1942 ordentlicher Professor; Ethnologe und Religionswissenschaftler |      |
| Bernhard Wyss (1905–1986)              | 1952 | 1976 | Ordinarius                                           | Nachfolger Von der Mühlls; Althistoriker und Gymnasiallehrer; hielt bis zu seinem Tode griechische Vorlesungen |      |
| Josef Delz (1922–2005)                 | 1970 | 1987 | Ordinarius                                           | Nachfolger von Fuchs |      |
| Felix Heinimann (1915–2006)            | 1966 | 1980 | Ordinarius                                           | Nachfolger Meulis; nach seiner Emeritierung blieb das dritte Ordinariat unbesetzt |      |
| Helmut Saake (* 1942)                  | 1970 | 1983 | Ordinarius                                           | Neutestamentler; wechselte nach Jönköping, später nach Philadelphia, New Delhi und Los Angeles |      |
| Christoph Schäublin (* 1941)           | 1973 | 1982 | Extraordinarius                                      | Privatdozent, 1979 ausserordentlicher Professor; wechselte nach Bern |      |
| Joachim Latacz (* 1934)                | 1981 | 2002 | Ordinarius                                           | Nachfolger von Wyss; Epenforscher, Ilias- und Homerspezialist |      |
| Edzard Visser (* 1954)                 | 1986 |      | Privatdozent                                         | Ilias-Forscher |      |
| Fritz Graf (* 1944)                    | 1987 | 1999 | Ordinarius                                           | Nachfolger von Delz; wechselte nach Princeton, anschließend an die Ohio State University |      |
| Rudolf Wachter                         | 1991 | 2020 | Extraordinarius                                      | Lehrbeauftragter, 1997 Extraordinarius, Indogermanist |      |
| Christine Walde (* 1960)               | 1993 | 2005 | Privatdozentin, Assistenzprofessorin (SNF) 2001–2005 | seit Oktober 2005 Professor für Klassische Philologie an der Universität Mainz |      |
| Jerzy Styka (* 1954)                   | 1999 | 2001 | Ordinarius                                           | 1999 Vertretungsprofessor, 2000 Nachfolger Grafs; wechselte 2001 nach Krakau |      |
| Anton Bierl (* 1960)                   | 2002 | 2025 | Ordinarius                                           | Nachfolger von Latacz, 2025 emeritiert |      |
| Henriette Harich-Schwarzbauer (* 1955) | 2002 | 2023 | Ordinaria                                            | Nachfolgerin Stykas, 2023 emeritiert |      |
| Cédric Scheidegger Lämmle              | 2025 |      | Ordinarius                                           | Nachfolger von Harich-Schwarzbauer |      |